# Ursula Daphi
Ursula Daphi (geb. Ellinghaus; * 7. Mai 1923 in Osnabrück; † 5. Juli 2013 ebenda) war eine deutsche Malerin. Sie studierte an der Kunstakademie Leipzig bei Bruno Héroux und war ab 1955 freischaffende Künstlerin. Ihre Werke nach 1955 werden als lyrischer Kubismus kategorisiert.

## Leben und Werk
Seit 1937 hatte Ursula Daphi den festen Wunsch, Malerin zu werden. Ab 1938 bekam sie Unterricht in Malerei, Grafik und Bildhauerei in den Städtischen Förderklassen für bildnerisches Gestalten zu Osnabrück. 1941 erhielt die Minderjährige ein Angebot der Stadt Osnabrück für ein Stipendium an der Kunstakademie München. Der Vater verwehrte ihr seine Zustimmung. Sie durfte jedoch ein Stipendium an der Hochschule für Lehrerbildung zur Ausbildung von Werklehrern in Leipzig annehmen. Ohne Wissen der Eltern begann sie ein Studium an der Kunstakademie in Leipzig. Beim Bombenangriff 1943 auf Leipzig entkam sie dem Feuersturm, aber verlor einen Großteil ihrer Arbeiten (Examensarbeit). 1944 absolvierte sie ihr Staatsexamen in Leipzig. Sie übernahm eine Anstellung als Werk- und Zeichenlehrerin in Osnabrück.
Nach 1945 gab es neben dem Lehrberuf künstlerische Aufträge für Porträts, in den Hungerjahren ein gutes Tauschgeschäft für Brot und Butter (so auch diverse Illustrationen z. B. für den „Kinderboten“ der ev. ref. Landeskirche Nordwest-Deutschlands). 1946 scheiterte ihr Versuch, sich an der Düsseldorfer Kunstakademie einzuschreiben, es wurden nur männliche, nicht aber weibliche Bewerber aufgenommen. 1951 gab sie den Schuldienst auf, um sich intensiv der Malerei und der Familie widmen zu können.
Ab 1957 vertiefte sie über ihre Schwester Kontakte in Palma und später Barcelona. Hier lernte sie Maler und Musiker kennen, unter anderem Joan Miró. Im Jahr 1964 wurde sie zu ihrer ersten Einzelausstellung in der Galería de Arte Moisés Alvares in Palma de Mallorca eingeladen. Seit 1960 fanden zahlreiche Einzel- und Gruppenausstellungen im In- und Ausland statt, u. a. Düsseldorf, Basel, Barcelona, mit dem Goethe-Institut in Südamerika, den Niederlanden, Südtirol (Bozen), Hannover, Berlin und Wien. 1971 wurde sie mit dem ersten Preis für Malerei im XXX. Salon de Otoño des Círculo de Bellas Artes in Palma de Mallorca ausgezeichnet. Eine Ausstellung zum 60. Geburtstag fand 1983 im Kulturgeschichtlichen Museum Osnabrück statt. Über die Malerei hinaus entstanden auch Arbeiten im Bereich Kunst am Bau, beispielsweise ein Mosaik am Südamerikahaus des Osnabrücker Zoos, Glasfenster der Jakobuskirche Osnabrück und zehn Reliefs über den Türen zum Zuschauerraum der Städtischen Bühnen Osnabrück. 1995 folgten Aufenthalte in San Francisco und Berkeley/Kalifornien, USA. 2003 präsentierte das Kulturgeschichtliche Museum Osnabrück eine Retrospektive zu ihrem 80. Geburtstag.